# یواس‌اس سیرن
یواس‌اس سیرن ممکن است به یکی از موارد زیر اشاره داشته باشد:
- یواس‌اس سیرن (ای‌جی‌پی-۱۳)
- یواس‌اس سیرن (۱۸۰۳)